# Шмелёв, Михаил Петрович
Михаил Петрович Шмелёв (22 ноября 1900 год — 1976 год) — старший механик свеклосовхоза имени Фрунзе Министерства пищевой промышленности СССР, Кантский район, Киргизская ССР. Герой Социалистического Труда (1948).

## Биография
С 1929 года трудился бригадиром, старшим механиком свекловодческой бригады в свеклосовхозе имени Фрунзе. В 1947 году бригада Михаила Шмелёва собрала в среднем по 817 центнеров сахарной свёклы с каждого гектара. Указом Президиума Верховного Совета СССР от 8 мая 1948 года «за получение высоких урожаев сахарной свёклы в 1947 году» удостоен звания Героя Социалистического Труда со вручением ордена Ленина и золотой медали «Серп и Молот».
С 1968 года — персональный пенсионер союзного значения. Также был награждён медалями ВДНХ.
Скончался в 1976 году.